# Polonia en los Juegos Paralímpicos de Salt Lake City 2002
Polonia estuvo representada en los Juegos Paralímpicos de Salt Lake City 2002 por un total de catorce deportistas, nueve hombres y cinco mujeres.

## Medallistas
El equipo paralímpico polaco obtuvo las siguientes medallas:
| Nombre             | Deporte        | Evento                              |
| ------------------ | -------------- | ----------------------------------- |
| Oro                |                |                                     |
| Wiesław Fiedor     | Esquí de fondo | 10 km silla de esquí LW12 masculino |
| Plata              |                |                                     |
| —                  |                |                                     |
| Bronce             |                |                                     |
| Bogumiła Kapłoniak | Biatlón        | 7,5 km de pie femenino              |
| Wiesław Fiedor     | Esquí de fondo | 5 km silla de esquí LW12 masculino  |